# RTX Corporation
RTX Corporation — американская корпорация, производящая аэрокосмическую и оборонную продукцию, включая авиационные двигатели (Pratt & Whitney), аэрокосмическую электронику и ракетные комплексы («Пэтриот» и другие). Корпорация была образована в апреле 2020 года слиянием Raytheon и United Technologies, в 2023 году сменила название с Raytheon Technologies на RTX Corporation.
В числе крупнейших компаний США по размеру выручки в 2024 году (список Fortune 500) RTX заняла 45-е место. В списке крупнейших публичных компаний мира Forbes Global 2000 за 2024 год RTX заняла 114-е место. По объёму продаж продукции военного назначения (на которую приходится 59 % выручки) компания в 2024 году занимала третье место в мире.

## История
О слиянии Raytheon и United Technologies было объявлено в июне 2019 года. Оно было окончательно оформлено в апреле 2020 года, при этом были созданы две отдельные компании, ранее входившие в United Technologies — Carrier Global Corporation (кондиционеры) и Otis Worldwide Corporation (лифты и эскалаторы). Формально Raytheon Technologies является преемником United Technologies, однако штаб-квартира после слияния расположилась в Уолтеме (Массачусетс), где до этого базировалась Raytheon. В июле 2022 года штаб-квартира была перенесена в Арлингтон, пригород Вашингтона, где расположено здание Пентагона.

## Собственники и руководство
Акции компании котируются на Нью-Йоркской фондовой бирже.
Грегори Дж. Хейз — председатель совета директоров и главный исполнительный директор с момента создания корпорации, с сентября 2016 года занимал такие посты в United Technologies.
Заместитель директора Raytheon Technologies Джефф Лампкин со своей супругой Петти погибли 6 апреля 2023 года в результате крушения легкомоторного самолёта у побережья Флориды.

## Деятельность
На продукцию военного назначения приходится 65 % выручки компании. Персонал корпорации насчитывает 174 тыс. сотрудников, из них 72 % в США. Основные подразделения по состоянию на 2021 год:
- Collins Aerospace — комплектующие для гражданской и военной авиации (авионика, системы энергоснабжения и контроля); 29 % выручки.
- Pratt & Whitney — авиационные двигатели и вспомогательные силовые установки; 28 % выручки.
- Raytheon Intelligence & Space — техническое и программное обеспечение разведывательной деятельности (включая космические технологии); 24 % выручки.
- Raytheon Missiles & Defense — производство ракетных комплексов; 24 % выручки.

Регионы деятельности:
- США — 62 % выручки
- Европа — 15 % выручки
- Азиатско-Тихоокеанский регион — 12 % выручки
- Ближний Восток и Северная Африка — 7 % выручки
- Канада и другие страны — 4 % выручки.